# Plan Balcerowicza
Plan Balcerowicza – program reform gospodarczo-ustrojowych, mających na celu odejście od gospodarki scentralizowanej i przejście do gospodarki rynkowej, którego realizacja rozpoczęła się 1 stycznia 1990 roku.

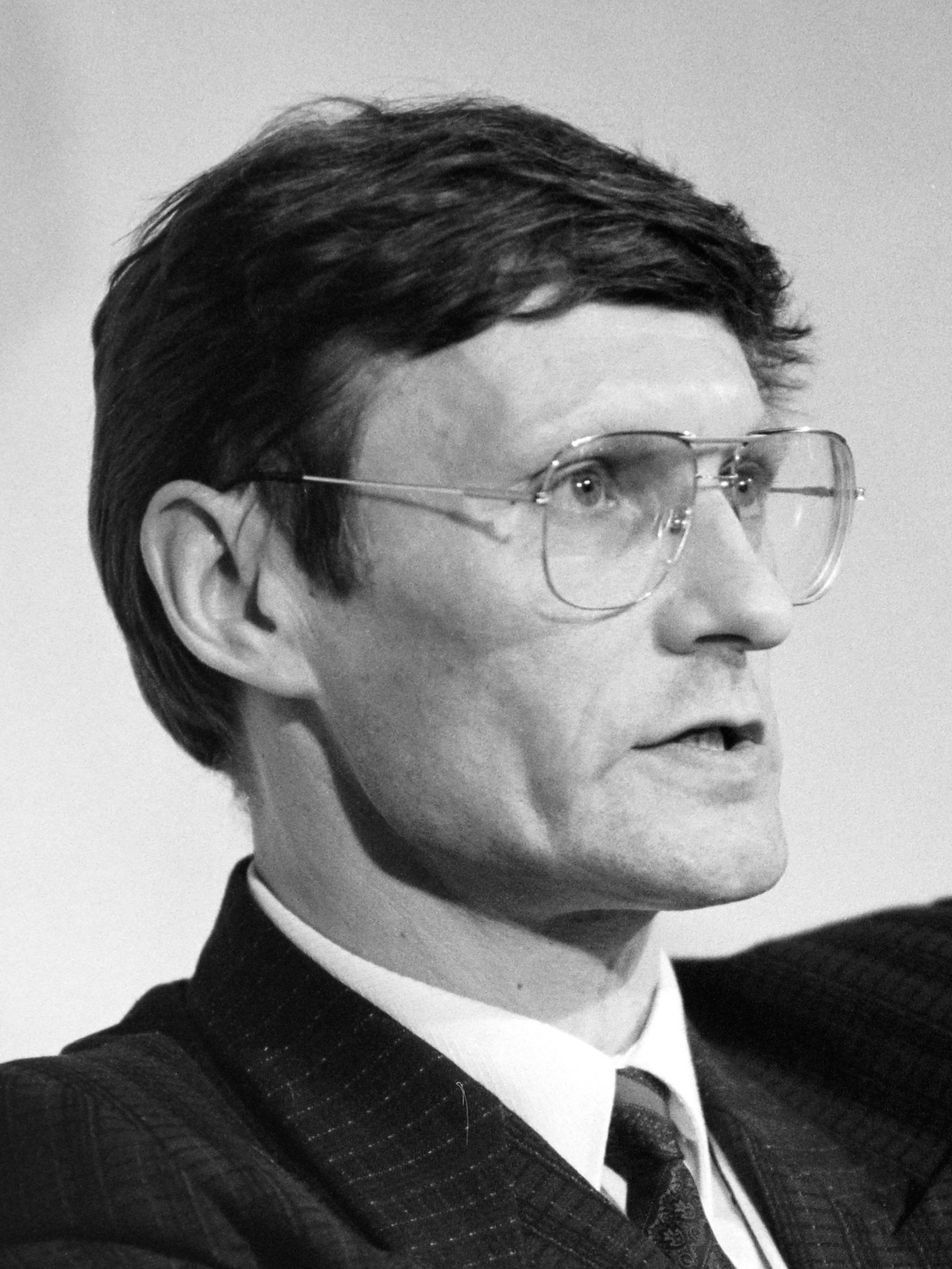
Leszek Balcerowicz (1990), realizator planu, ówczesny wicepremier i minister finansów

Nazwę tę utworzono od nazwiska głównego realizatora tych reform, Leszka Balcerowicza, ówczesnego wicepremiera i ministra finansów w rządzie Tadeusza Mazowieckiego.
Grupa ekspertów, którą tworzyli wraz z Balcerowiczem m.in.: dr Stanisław Gomułka, dr Stefan Kawalec oraz dr Wojciech Misiąg, we wrześniu 1989 roku stworzyła plan reform, oparty na wcześniejszym zamyśle prof. Jeffreya Sachsa, a 6 października zarys tego planu został przedstawiony publicznie przez Balcerowicza na konferencji prasowej transmitowanej przez TVP. Plan ów miał doprowadzić do stabilizacji makroekonomicznej (przede wszystkim do redukcji inflacji) oraz umożliwić transformację z gospodarki centralnie sterowanej do rynkowej. Ze względu na szybki proces ich wdrażania i swój gwałtowny charakter, zwyczajowo jest określany jako terapia szokowa. Plan był jednym z pierwszych na świecie zrealizowanych programów strukturalnego dostosowania w ramach wyznaczonych przez konsensus waszyngtoński.
Na skutek planu nastąpiło obniżenie inflacji i deficytu budżetowego, z jednoczesnym zwiększeniem się bezrobocia i pogorszeniem się sytuacji materialnej biedniejszej części społeczeństwa.

## Geneza
W 1989 roku Polska znajdowała się w kryzysie gospodarczym. Na skutek działań rządu Mieczysława Rakowskiego, zwłaszcza urynkowienia cen żywności i indeksacji płac, wystąpiła hiperinflacja. W samym tylko sierpniu 1989 inflacja wyniosła 39.5%, w październiku 54.8%. Problemem był również wysoki deficyt budżetowy, który w 1989 roku wyniósł aż 8% PKB. Niezwykle wysokie było także zadłużenie zagraniczne.
Leszek Balcerowicz, minister finansów w rządzie Tadeusza Mazowieckiego, przedstawił założenia swojego planu w październiku 1989 roku. Przewidywał on:
- reformę finansów państwa w celu odzyskania równowagi budżetowej[10];
- wprowadzenie do gospodarki mechanizmów rynkowych poprzez uwolnienie cen i wprowadzenie sztywnego kursu złotówki do dolara[10];
- zmianę struktury własnościowej gospodarki poprzez prywatyzację i zniesienie ograniczeń w obrocie nieruchomościami[10].

Realizacja programu wymagała pozyskania kredytów zagranicznych. Rząd przeprowadził rozmowy z Międzynarodowym Funduszem Walutowym i uzyskał zgodę MFW na proponowany kształt reform. Dzięki temu ustanowiono fundusz stabilizacyjny w wysokości 1 mld dolarów, który miał pomóc w utrzymaniu stałego kursu złotówki do dolara. Eksperci MFW, zwłaszcza Jeffrey Sachs namawiali rząd do bardziej radykalnych posunięć.
Pakiet 11 ustaw tworzących Plan Balcerowicza trafił pod obrady Sejmu kontraktowego 17 grudnia 1989 roku. Ustawy były procedowane w przyspieszonym tempie, by uniknąć wprowadzania poprawek w komisjach sejmowych. W parlamencie panowała zgoda wszystkich partii, że plan należy wprowadzić w proponowanej przez rząd postaci.

## Struktura planu
Na plan składało się 10 ustaw uchwalonych przez Sejm kontraktowy 27 i 28 grudnia 1989 r. i podpisanych przez prezydenta Jaruzelskiego 31 grudnia 1989 roku:
- Ustawa o zmianie ustawy o gospodarce finansowej przedsiębiorstw państwowych (Dz.U. z 1989 r. nr 74, poz. 437) – usuwała gwarancję istnienia wszystkich przedsiębiorstw państwowych niezależnie od ich wyników finansowych i efektywności produkcji, umożliwiała przeprowadzenie postępowania upadłościowego wobec przedsiębiorstw nierentownych.
- Ustawa o zmianie ustaw Prawo bankowe i o Narodowym Banku Polskim (Dz.U. z 1989 r. nr 74, poz. 439) – zakazywała finansowania deficytu budżetowego przez bank centralny, uniemożliwiała nieograniczoną emisję pieniędzy bez pokrycia.
- Ustawa o uporządkowaniu stosunków kredytowych (Dz.U. z 1989 r. nr 74, poz. 440) – znosiła preferencje kredytowe przedsiębiorstw państwowych, wiążąc stopę oprocentowania ze stopą inflacji, zmieniała warunki zawartych wcześniej umów kredytowych o stałym oprocentowaniu.
- Ustawa o opodatkowaniu wzrostu wynagrodzeń w 1990 r. (Dz.U. z 1989 r. nr 74, poz. 438) – wykorzystywała wprowadzony już pięć lat wcześniej popiwek jako drastyczne narzędzie ograniczania wzrostu nominalnych płac w przedsiębiorstwach w stosunku do rzeczywistego wzrostu cen.
- Ustawa o zmianie niektórych ustaw regulujących zasady opodatkowania (Dz.U. z 1989 r. nr 74, poz. 443) – ujednolicała zasady płacenia podatków we wszystkich sektorach gospodarczych. Wprowadzała jednolity, 40-procentowy podatek we wszystkich sektorach gospodarki oraz podnosiła niektóre stawki podatkowe, uwzględniając inflację.
- Ustawa o zmianie ustawy o zasadach prowadzenia na terytorium Polskiej Rzeczypospolitej Ludowej działalności gospodarczej w zakresie drobnej wytwórczości przez zagraniczne osoby prawne i fizyczne oraz ustawy o działalności gospodarczej z udziałem podmiotów zagranicznych (Dz.U. z 1989 r. nr 74, poz. 442) – nakładała na zagraniczne przedsiębiorstwa zobowiązanie do odsprzedania państwu dewiz po ustalonym przez bank centralny kursie, zwalniała przedsiębiorstwa z kapitałem zagranicznym z płacenia popiwku, zapowiadała możliwość transferu zysków za granicę.
- Ustawa o zmianie ustawy – Prawo dewizowe (Dz.U. z 1989 r. nr 74, poz. 441) – wprowadzała wymienialność wewnętrzną złotego, likwidowała państwowy monopol w handlu zagranicznym i zobowiązywała przedsiębiorstwa do odsprzedawania zarobionych dewiz państwu. Zlikwidowano sprzedaż w tzw. eksporcie wewnętrznym (w sklepach Peweksu i Baltony).
- Prawo celne (Dz.U. z 1989 r. nr 75, poz. 445) – ujednolicało zasady clenia importowanych towarów dla wszystkich podmiotów gospodarczych.
- Ustawa o zatrudnieniu (Dz.U. z 1989 r. nr 75, poz. 446) – zmieniała reguły funkcjonowania biur pośrednictwa pracy oraz unieważniła ustawę o osobach uchylających się od obowiązku pracy. Formalnie sankcjonowała istnienie bezrobocia.
- Ustawa o szczególnych zasadach rozwiązywania z pracownikami stosunków pracy z przyczyn dotyczących zakładu pracy oraz o zmianie niektórych ustaw (Dz.U. z 1990 r. nr 4, poz. 19) – zapewniała ochronę zwalnianych z pracy (zwłaszcza w przypadku zwolnień grupowych), gwarantowała odprawę finansową i wprowadzała okresowe zasiłki dla bezrobotnych.

## Realizacja
Zawarte w nowych aktach prawnych podstawowe cele polityki gospodarczej na 1990 r. sprowadzały się do ograniczenia deficytu budżetowego oraz zahamowania tempa przyrostu podaży pieniądza. Zmniejszono nakłady inwestycyjne, ograniczono ulgi podatkowe i radykalnie zredukowano dotacje, szczególnie do nośników energii. W rezultacie drastycznie (o 300% - 400%) wzrosły ceny węgla, gazu i prądu elektrycznego. Temu samemu celowi służyła wysoka podwyżka taryf kolejowych pasażerskich i towarowych. Zmiany cen miały także charakter korekcyjny, stopniowo zbliżający ich poziom do światowego.
W celu zachęcenia do oszczędzania w walucie krajowej podniesiono oprocentowanie lokat bankowych, urealniając ich stopę.
Wprowadzono częściową (wewnętrzną) wymienialność złotego i ustalono sztywny kurs złotego na poziomie 9500 zł (sprzed denominacji) za 1 USD.
W maju 1991 r. zmieniono sposób kształtowania kursu złotego. Zamiast do dolara kurs zaczęto ustalać w stosunku do tzw. koszyka walut. Koszyk składał się w 45% z dolarów USA, 35% – marek niemieckich, 10% – funtów brytyjskich, 5% – franków francuskich i 5% – franków szwajcarskich. Dodatkowo, od jesieni 1991 r. stosowano zasadę pełzającej dewaluacji, czyli codziennego podwyższania wartości koszyka walut wyrażonego w złotych polskich.
Dążąc do ograniczenia nadmiernego wzrostu płac w przedsiębiorstwach wprowadzono podatek od ponadnormatywnego wzrostu wynagrodzeń, zwany „popiwkiem”. Przekroczenie pewnego zmiennego progu ściągało, głównie na pozbawione naturalnego hamulca płacowego przedsiębiorstwa państwowe, sankcje podatkowe.
Jednocześnie, wykorzystując wewnętrzną wymienialność złotego, zobowiązano przedsiębiorstwa do odsprzedawania bankom wpływów z eksportu i zezwolono im na zakup walut obcych, by opłacać import.
Równocześnie z uruchomieniem silnych hamulców antyinflacyjnych przystąpiono do stopniowej liberalizacji życia gospodarczego. Już w styczniu 1990 r. zezwolono na swobodne kształtowanie 90% cen, co pozwoliło ograniczyć dotacje budżetowe i stopniowo równoważyć rynek.
Dopuszczono do prowadzenia handlu zagranicznego wszystkie podmioty, likwidując państwowy monopol handlu zagranicznego. W 1991 r. wprowadzono nową taryfę celną o charakterze ochronnym, a jednocześnie zgodną z normami prawa międzynarodowego.
Uchylono ograniczenia w obrocie ziemią i posiadaniu gruntów przez gospodarstwa prywatne. Nie dotyczyło to obcokrajowców, którzy zgodnie z obowiązującym jeszcze przedwojennym prawem, musieli uzyskiwać zezwolenia Ministerstwa Spraw Wewnętrznych.
W ramach przekształceń instytucjonalnych przystąpiono do reformowania sfery budżetowej i systemu podatkowego. Rozdzielono budżet centralny i budżety terenowe, powołano izby i urzędy skarbowe wyposażone w silną egzekutywę fiskalną. Przystąpiono do zmian systemu podatkowego, czerpiąc wzorce z gospodarki zachodniej.
Oprócz działań w sferze gospodarczej, tworzono osłonę socjalną dla rosnącej liczby bezrobotnych i osób znajdujących się w trudnych warunkach materialnych. Wprowadzono zasiłek dla bezrobotnych, zwykle wypłacany przez 12 miesięcy w wysokości 36% przeciętnego wynagrodzenia w gospodarce. W ramach reformy pomocy społecznej wprowadzono zasiłki stałe lub okresowe, w tym na zakup leków, dla kobiet w ciąży i mieszkaniowe. Zasiłki stanowiły uzupełnienie tych instytucji socjalnych, które funkcjonowały już wcześniej.
Restrykcyjna polityka pieniężna została nieco złagodzona w czerwcu 1990 r. Zmniejszono ciężar „popiwku” i obniżono stopę procentową NBP.
Sytuację skomplikowało przejście z początkiem 1991 r. na rozliczenia dolarowe w stosunkach z ZSRR, a następnie rozwiązanie RWPG. Spowodowało ono gwałtowny wzrost cen paliw i załamanie eksportu do krajów byłego bloku wschodniego. Nastąpiły spadek produkcji, pogorszenie bilansu płatniczego i wzrost deficytu budżetowego, głównie pod wpływem rosnących wydatków socjalnych.
Te niekorzystne tendencje skłoniły władze gospodarcze do przeprowadzenia w maju 1991 r. skokowej dewaluacji złotego w celu
zwiększenia atrakcyjności eksportu. Obniżka stopy oprocentowania kredytu refinansowego NBP miała pobudzić skłonność do inwestowania. Jednocześnie przyjęto ustawę o spółkach z udziałem zagranicznym, zachęcającą obcy kapitał do inwestowania w Polsce.

## Efekty planu
Skutkiem powyższych ustaw było znaczne obniżenie inflacji i deficytu budżetowego (w 1990 nadwyżka), likwidacja niedoborów rynkowych i centralnego rozdzielnictwa materiałów, uzyskanie zgody wierzycieli na redukcję zadłużenia zagranicznego, znaczący przyrost rezerw dewizowych. Wśród ekspertów nie ma zgody, czy plan Balcerowicza miał bezpośredni wpływ na rozwój przedsiębiorczości i handlu, które zliberalizowała już rok wcześniej tzw. ustawa Wilczka.
Mimo to, na skutek bankructw i likwidacji wielu przedsiębiorstw państwowych oraz redukcji zatrudnienia w tych które przetrwały, w 1993 r po transformacji ustrojowej, stopa bezrobocia  osiągnęła poziom rzędu 16,4%.
Utworzono międzynarodowy Fundusz Stabilizacji Złotego w wysokości 1 mld dolarów. Kurs złotego na ok. półtora roku został zamrożony na poziomie 10 tys. za dolara. Później przez kilka lat stosowano metodę kroczącej dewaluacji.
Plan Balcerowicza był krytykowany za to, że przyczynił się do znacznego spadku stopy życiowej licznych grup ludności, zwłaszcza pracowników niedochodowych przedsiębiorstw państwowych oraz pracowników PGR-ów, tworząc obszary biedy i strukturalnego bezrobocia, które w wielu miejscach trwa do dzisiaj. Niektórzy ekonomiści zarzucali też planowi Balcerowicza zbyt słabą ochronę rynku wewnętrznego w czasie transformacji oraz dopuszczenie do wieloletniej zapaści całych gałęzi gospodarki na skutek braku państwowej polityki wpływania na jej strukturę.
Do najczęściej krytykowanych (głównie przez Grzegorza Kołodkę) elementów towarzyszących wprowadzeniu planu należą:
- Ustawa o uporządkowaniu stosunków kredytowych (z grudnia 1989), dzięki której z rynku miał być ściągnięty „nawis inflacyjny”. Uchylono postanowienia umów kredytowych dotyczących przywilejów i preferencji w zakresie dostępu do kredytów i ich oprocentowania poniżej inflacji. Wprowadzało „zmienne” progi oprocentowania zamiast umownych (w już zawartych umowach kredytowych) – w rezultacie, w warunkach istniejącej hiperinflacji, banki z dnia na dzień mnożyły swoje wierzytelności wobec kredytobiorców.
- Utrzymanie przez okres kilkunastu miesięcy (styczeń 1990 – maj 1991) stałego kursu dolara (9500 zł za dolara) – tak zwana kotwica antyinflacyjna. Skutkiem ubocznym był spadek siły nabywczej oszczędności i zadłużenia w dolarach oraz możliwość zysku inwestorów zagranicznych z wysokiego oprocentowania oszczędności w złotych (ograniczona prawem dewizowym oraz płynnością walutową gospodarki).

Według niektórych ekonomistów w latach 90. doprowadził on do załamania popytu wewnętrznego, zalania rynku krajowego importowaną produkcją, upadku zadłużanych polityką finansową przedsiębiorstw państwowych i wyprzedaży najlepszych z nich w ręce głównie kapitałów państw zachodnich, silnej pauperyzacji większości społeczeństwa i skokowego wzrostu bezrobocia. Przesądzającym wszakże na pokolenia skutkiem planu było stworzenie możliwości przeprowadzenia prywatyzacji majątku państwowego w formule latynoamerykańskiej w postaci wyprzedaży, aż do skali rozbioru gospodarczego, enklaw nowoczesności i rentowności zagranicznym korporacjom za 4,5–5% ich wartości odtworzeniowej.
Finlandia została umieszczona w tabelach jako punkt odniesienia. Jest to kraj, którego gospodarka była ukierunkowana na handel z ZSRR, ale jednocześnie nie wymagała kosztownej transformacji systemowej. Na tym przykładzie można oszacować wpływ szoku zewnętrznego, jakim było załamanie gospodarki ZSRR.

PKB per capita państw Europy Wschodniej i Finlandii w USD według parytetu siły nabywczej jako odsetek Europy Zachodniej.

Dynamika PKB wybranych krajów, obliczonego według parytetu siły nabywczej – „Groningen Growth and Development Centre”:
| Rok     | Polska | Węgry   | Czechy  | Rosja   | Ukraina | Białoruś | Finlandia |
| ------- | ------ | ------- | ------- | ------- | ------- | -------- | --------- |
| 1990    | -9,68% | -6,67%  | -1,20%  | -3,00%  | -3,60%  | -1,90%   | +0,01%    |
| 1991    | -7,02% | -11,90% | -11,61% | -5,00%  | -8,70%  | -1,40%   | -6,39%    |
| 1992    | +2,51% | -3,06%  | -0,51%  | -14,50% | -9,90%  | -9,60%   | -3,81%    |
| 1993    | +3,74% | -0,58%  | +0,06%  | -8,70%  | -14,20% | -7,60%   | -1,24%    |
| 1994    | +5,29% | +2,95%  | +2,22%  | -12,70% | -22,90% | -11,70%  | +3,94%    |
| 1995    | +6,95% | +1,49%  | +5,94%  | -4,10%  | -12,20% | -10,40%  | +3,45%    |
| 1996    | +6,00% | +1,32%  | +4,16%  | -3,60%  | -10,00% | +2,80%   | +3,79%    |
| 1990–96 | +6,61% | -16,11% | -1,94%  | -41,94% | -58,55% | -34,29%  | -0,75%    |

Dynamika liczby zatrudnionych w wybranych krajach – „Groningen Growth and Development Centre”:
| Okres   | Polska | Węgry  | Czechy | Rosja  | Ukraina | Białoruś | Finlandia |
| ------- | ------ | ------ | ------ | ------ | ------- | -------- | --------- |
| 1990-96 | -15,3% | -26,2% | -10,2% | -12,3% | -8,4%   | -16,1%   | -16,4%    |

Stopa bezrobocia w wybranych krajach:
| Rok  | Polska | Węgry | Czechy | Słowacja | Bułgaria | Finlandia |
| ---- | ------ | ----- | ------ | -------- | -------- | --------- |
| 1991 | 12,2%  | 6,1%  | 3,8%   | 9,6%     | 8,5%     | 6,6%      |
| 1992 | 14,3%  | 11,8% | 2,6%   | 10,6%    | 14,3%    | 11,7%     |
| 1993 | 16,4%  | 12,9% | 3,2%   | 13,9%    | 15,7%    | 16,3%     |
| 1994 | 16,0%  | 10,9% | 3,2%   | 14,5%    | 13,4%    | 16,6%     |
| 1995 | 14,9%  | 10,9% | 3,1%   | 14,8%    | 14,1%    | 15,4%     |

Inflacja na koniec roku w wybranych krajach:
| Rok  | Polska | Czechy | Słowacja | Węgry | Bułgaria | Rumunia |
| ---- | ------ | ------ | -------- | ----- | -------- | ------- |
| 1989 | 640,0% | 1,5%   | 1,5%     | 18,9% | 10,0%    | 0,6%    |
| 1990 | 249,0% | 18,4%  | 18,4%    | 33,4% | 72,5%    | 37,6%   |
| 1991 | 60,4%  | 52,0%  | 58,3%    | 32,2% | 339,0%   | 222,8%  |
| 1992 | 44,3%  | 12,7%  | 9,2%     | 21,6% | 79,0%    | 199,2%  |
| 1993 | 37,6%  | 18,2%  | 24,8%    | 21,1% | 64,0%    | 295,5%  |

W ogłoszonych na początku stycznia 1990 roku wynikach sondażu, poparcie dla planu Balcerowicza wynosiło ok. 50%, przy prawie 15% głosów przeciw. Później z miesiąca na miesiąc poparcie systematycznie malało. Jednak po najboleśniejszym okresie przemian gospodarczo-ustrojowych (lata 1990–1993) i odejściu z rządu Leszka Balcerowicza, publiczna ocena jego planu ulegała okresowym wzrostom i spadkom, które są dość ściśle związane z okresowym pogorszeniem lub poprawą koniunktury w Polsce.